# Повітряні сили Національної гвардії США
Повітряні сили Національної гвардії США (англ. Air National Guard, ANG) — федеральний військовий резерв сил у складі Повітряних сил країни, повітряний компонент Національної гвардії США, відомий також, як повітряна міліція кожного штату, округу Колумбія, Пуерто-Рико, територій Гуам та Віргінських островів. Разом із Національною гвардією армії США утворюють компонент Національної гвардії кожного штату Сполучених Штатів.

## Зміст
Повітряні сили Національної гвардії США відповідно до законодавства країни перебувають у юрисдикції губернатора штату, де вони дислокуються, й виконують завдання, як повітряний компонент міліції. Разом із цим, у разі необхідності, за федеральним наказом Президента США, формування Повітряних сил Нацгвардії можуть стати активною частиною Повітряних сил країни та брати участь у військових діях поза межами штату і країни. Керівництво компонентами здійснюється адміністрацією губернатора штату та Бюро Національної гвардії, яке провадить адміністративні функції управління усією Національною гвардією Сполучених Штатів.
Повітряний компонент Національної гвардії США існує в кожному штаті, федеральному окрузі Колумбія, на Пуерто-Рико, які включають щонайменше один авіаційний підрозділ (частину), у той час, як заморські території Гуам та Віргінські острови не мають повітряної складової Національної гвардії, але мають наземний персонал та інфраструктуру, що забезпечує діяльність військової авіації з інших штатів тощо. Головні об'єкти, що належать Повітряним силам гвардії, включать власні авіаційні бази та аеродроми, також об'єднані з іншими видами збройних сил США авіаційні об'єкти, і іноді цивільні аеродроми та частину аеропортів, що використовуються в інтересах військової авіації.

## Склад Повітряних сил Національної гвардії США

### Федеральні
- Центр готовності авіації Національної гвардії (англ. Air National Guard Readiness Center) (Ендрюс, Меріленд)
- Командний центр тестування авіації Національної гвардії (англ. Air National Guard Air Force Reserve Command Test Center) (Тусон, Аризона)
- Тренувальний погодний центр авіації Національної гвардії (англ. Air National Guard Weather Readiness Training Center) (Бландінг, Флорида)
- Тренувально-навчальний центр авіації Національної гвардії ім. Брауна (англ. I.G. Brown Air National Guard Training and Education Center) (Тусон-Макгі, Ноксвілл, Теннессі)

### Штатів
| #  | Штат США                        | ПС Нацгвардії штату                                               | Авіаційне формування                                                  | Командування ПС США                                                              | Типи літальних апаратів         | Авіабаза                                         |
| 1  | Айдахо                          | Повітряні сили Національної гвардії Айдахо (ID ANG)               | 124-те винищувальне крило                                             | Бойове командування                                                              | A-10A Thunderbolt II            | Говен-Філд                                       |
| 2  | Айова                           | Повітряні сили Національної гвардії Айови (IA ANG)                | 124-те винищувальне крило                                             | Бойове командування                                                              | MQ-9 Reaper                     | Де-Мойн                                          |
| 2  | Айова                           | Повітряні сили Національної гвардії Айови (IA ANG)                | 185-те крило дозаправлення                                            | Транспортне командування                                                         | KC-135R                         | Су-Сіті                                          |
| 3  | Алабама                         | Повітряні сили Національної гвардії Алабами (AL ANG)              | 187-ме винищувальне крило                                             | Бойове командування                                                              | F-16C/D C-26B                   | Монтгомері                                       |
| 3  | Алабама                         | Повітряні сили Національної гвардії Алабами (AL ANG)              | 117-ме крило дозаправлення                                            | Транспортне командування                                                         | KC-135R                         | Бірмінгем                                        |
| 3  | Алабама                         | Повітряні сили Національної гвардії Алабами (AL ANG)              | 226-та група бойового управління                                      | Космічне командування                                                            | F-16C/D, C-26B                  | Монтгомері                                       |
| 4  | Аляска                          | Повітряні сили Національної гвардії Аляски (AK ANG)               | 176-те крило                                                          | Бойове командування                                                              | C-17 C-130 HC-130 HH-60         | Ельмендорф-Річардсон                             |
| 4  | Аляска                          | Повітряні сили Національної гвардії Аляски (AK ANG)               | 168-ме крило дозаправлення                                            | Тихоокеанське командування                                                       | KC-135R                         | Аєлсон                                           |
| 5  | Аризона                         | Повітряні сили Національної гвардії Аризони (AZ ANG)              | 161-ше крило дозаправлення                                            | Транспортне командування                                                         | KC-135R                         | Скай-Гарбор                                      |
| 5  | Аризона                         | Повітряні сили Національної гвардії Аризони (AZ ANG)              | 162-ге винищувальне крило                                             | Бойове командування                                                              | F-16A-F                         | Тусон                                            |
| 5  | Аризона                         | Повітряні сили Національної гвардії Аризони (AZ ANG)              | 214-та авіаційна розвідувальна група                                  | Бойове командування                                                              | MQ-1 Predator                   | Девіс-Монтен                                     |
| 6  | Арканзас                        | Повітряні сили Національної гвардії Арканзасу (AR ANG)            | 188-те крило                                                          | Бойове командування                                                              | A-10 Thunderbolt II             | Форт Сміт                                        |
| 6  | Арканзас                        | Повітряні сили Національної гвардії Арканзасу (AR ANG)            | 189-те транспортне крило                                              | Командування освіти та тренувань                                                 | C-130                           | Літл-Рок                                         |
| 7  | Вайомінг                        | Повітряні сили Національної гвардії Вайомінгу (WY ANG)            | 153-тє транспортне крило                                              | Транспортне командування                                                         | C-130H                          | Шаєнн                                            |
| 8  | Вашингтон                       | Повітряні сили Національної гвардії Вашингтона (WA ANG)           | 141-ше крило дозаправлення                                            | Транспортне командування                                                         | KC-135R, C-26B                  | Фейрчайлд                                        |
| 8  | Вашингтон                       | Повітряні сили Національної гвардії Вашингтона (WA ANG)           | 194-те крило підтримки                                                | Бойове командування                                                              |                                 | Об'єднана військова база Льюїс-Маккорд           |
| 9  | Вермонт                         | Повітряні сили Національної гвардії Вермонту (VT ANG)             | 158-ме винищувальне крило                                             | Бойове командування                                                              | F-16C/D                         | Берлінгтон                                       |
| 10 | Вірджинія                       | Повітряні сили Національної гвардії Вірджинії (VA ANG)            | 192-ге винищувальне крило                                             | Бойове командування                                                              | F-22                            | Ленглі                                           |
| 11 | Вісконсин                       | Повітряні сили Національної гвардії Вісконсину (WI ANG)           | 115-те винищувальне крило                                             | Бойове командування                                                              | F-16C/D, C-26B                  | Труакс Філд                                      |
| 11 | Вісконсин                       | Повітряні сили Національної гвардії Вісконсину (WI ANG)           | 128-ме крило дозаправлення                                            | Транспортне командування                                                         | KC-135R                         | Дженерал Мітчелл                                 |
| 11 | Вісконсин                       | Повітряні сили Національної гвардії Вісконсину (WI ANG)           | Навчально-тренувальний центр авіації Національної гвардії «Фолк-Філд» |                                                                                  |                                 | Фолк-Філд                                        |
| 12 | Гаваї                           | Повітряні сили Національної гвардії Гаваїв (HI ANG)               | 154-те крило                                                          | Тихоокеанське командування                                                       | F-22, C-17, KC-135              | Гіккам                                           |
| 13 | Делавер                         | Повітряні сили Національної гвардії Делаверу (DE ANG)             | 166-те транспортне крило                                              | Транспортне командування                                                         | C-130                           | Нью-Касл                                         |
| 14 | Джорджія                        | Повітряні сили Національної гвардії Джорджії (GA ANG)             | 116-те крило управління                                               | Бойове командування                                                              | E-8C Joint STARS                | Робінс                                           |
| 14 | Джорджія                        | Повітряні сили Національної гвардії Джорджії (GA ANG)             | 165-те транспортне крило                                              | Транспортне командування                                                         | C-130H                          | Саванна                                          |
| 15 | Західна Вірджинія               | Повітряні сили Національної гвардії Західної Вірджинії (WV ANG)   | 130-те транспортне крило                                              | Транспортне командування                                                         | C-130H                          | Чарлстон                                         |
| 15 | Західна Вірджинія               | Повітряні сили Національної гвардії Західної Вірджинії (WV ANG)   | 167-ме транспортне крило                                              | Транспортне командування                                                         | C-17                            | Шепард-Філд                                      |
| 16 | Іллінойс                        | Повітряні сили Національної гвардії Іллінойсу (IL ANG)            | 183-тє винищувальне крило                                             | Бойове командування                                                              | F-16C/D                         | Столичний аеропорт Авраама Лінкольна, Спрингфілд |
| 16 | Іллінойс                        | Повітряні сили Національної гвардії Іллінойсу (IL ANG)            | 126-те крило дозаправлення                                            | Транспортне командування                                                         | KC-135R                         | Скотт                                            |
| 16 | Іллінойс                        | Повітряні сили Національної гвардії Іллінойсу (IL ANG)            | 182-ге транспортне крило                                              | Транспортне командування                                                         | C-130H3                         | Піорія                                           |
| 17 | Індіана                         | Повітряні сили Національної гвардії Індіани (IN ANG)              | 122-ге винищувальне крило                                             | Бойове командування                                                              | A-10 Thunderbolt II             | Форт Вейн                                        |
| 17 | Індіана                         | Повітряні сили Національної гвардії Індіани (IN ANG)              | 181-ше розвідувальне крило                                            | Бойове командування                                                              | MQ-1 Predator, RQ-4 Global Hawk | Терре-Хот                                        |
| 18 | Каліфорнія                      | Повітряні сили Національної гвардії Каліфорнії (CA ANG)           | 144-те винищувальне крило                                             | Бойове командування                                                              | F-15C/D                         | Фресно                                           |
| 18 | Каліфорнія                      | Повітряні сили Національної гвардії Каліфорнії (CA ANG)           | 129-те рятувальне крило                                               | Бойове командування                                                              | HC-130P, HH-60G                 | Моффетт                                          |
| 18 | Каліфорнія                      | Повітряні сили Національної гвардії Каліфорнії (CA ANG)           | 146-те транспортне крило                                              | Транспортне командування                                                         | C-130J                          | Поїнт-Мугу                                       |
| 18 | Каліфорнія                      | Повітряні сили Національної гвардії Каліфорнії (CA ANG)           | 163-тє розвідувальне крило                                            | Бойове командування                                                              | MQ-1 Predator                   | Марч                                             |
| 18 | Каліфорнія                      | Повітряні сили Національної гвардії Каліфорнії (CA ANG)           | 162-га група бойового управління                                      |                                                                                  |                                 | Сакраменто                                       |
| 19 | Канзас                          | Повітряні сили Національної гвардії Канзасу (KS ANG)              | 190-те крило дозаправлення                                            | Транспортне командування                                                         | KC-135R                         | Форбс-Філд                                       |
| 19 | Канзас                          | Повітряні сили Національної гвардії Канзасу (KS ANG)              | 184-те розвідувальне крило                                            | Бойове командування                                                              |                                 | Макконнелл                                       |
| 20 | Кентуккі                        | Повітряні сили Національної гвардії Кентуккі (KY ANG)             | 123-тє транспортне крило                                              | Транспортне командування                                                         | C-130H                          | Луїсвілл                                         |
| 21 | Колорадо                        | Повітряні сили Національної гвардії Колорадо (CO ANG)             | 140-ве крило                                                          | Бойове командування                                                              | F-16C/D, C-21A, C-26A           | Баклі                                            |
| 22 | Коннектикут                     | Повітряні сили Національної гвардії Коннектикуту (CT ANG)         | 103-тє транспортне крило                                              | Транспортне командування                                                         | C-130H, C-27J, C-21A            | Бредлі                                           |
| 23 | Луїзіана                        | Повітряні сили Національної гвардії Луїзіани (LA ANG)             | 159-те винищувальне крило                                             | Бойове командування                                                              | F-15C/D, WC-130H                | Нью-Орлеан                                       |
| 24 | Массачусетс                     | Повітряні сили Національної гвардії Массачусетсу (MA ANG)         | 102-ге розвідувальне крило                                            | Бойове командування                                                              |                                 | Отіс                                             |
| 24 | Массачусетс                     | Повітряні сили Національної гвардії Массачусетсу (MA ANG)         | 104-те винищувальне крило                                             | Бойове командування                                                              | F-15C/D                         | Барнес                                           |
| 25 | Мен                             | Повітряні сили Національної гвардії Мену (ME ANG)                 | 101-ше крило дозаправлення                                            | Транспортне командування                                                         | KC-135                          | Банґор                                           |
| 26 | Меріленд                        | Повітряні сили Національної гвардії Меріленду (MD ANG)            | 175-те крило                                                          | Бойове командування/ Командування ПС у Європі                                    | A-10C                           | Вофілд                                           |
| 27 | Міннесота                       | Повітряні сили Національної гвардії Міннесоти (MN ANG)            | 133-тє транспортне крило                                              | Транспортне командування                                                         | C-130H                          | Міннеаполіс—Сент-Пол                             |
| 27 | Міннесота                       | Повітряні сили Національної гвардії Міннесоти (MN ANG)            | 148-ме винищувальне крило                                             | Бойове командування                                                              | F-16C/D                         | Дулут                                            |
| 28 | Міссісіпі                       | Повітряні сили Національної гвардії Міссісіпі (MS ANG)            | 172-ге транспортне крило                                              | Транспортне командування                                                         | C-17                            | Аллен Томпсон Філд                               |
| 28 | Міссісіпі                       | Повітряні сили Національної гвардії Міссісіпі (MS ANG)            | 186-те крило дозаправлення                                            | Транспортне командування                                                         | KC-135R, RC-26B                 | Кі-Філд                                          |
| 28 | Міссісіпі                       | Повітряні сили Національної гвардії Міссісіпі (MS ANG)            | Тренувальний центр бойової готовності «Галфпорт»                      |                                                                                  |                                 | Галфпорт-Білоксі                                 |
| 29 | Міссурі                         | Повітряні сили Національної гвардії Міссурі (MO ANG)              | 131-ше бомбардувальне крило                                           | Командування глобальних ударів                                                   | B-2                             | Вайтмен                                          |
| 29 | Міссурі                         | Повітряні сили Національної гвардії Міссурі (MO ANG)              | 139-те транспортне крило                                              | Транспортне командування                                                         | C-130H2                         | Розекранц                                        |
| 30 | Мічиган                         | Повітряні сили Національної гвардії Мічигану (MI ANG)             | 110-те ударне крило                                                   | Бойове командування                                                              | MQ-9 Reaper, MQ-1 Predator      | Бетл Крік                                        |
| 30 | Мічиган                         | Повітряні сили Національної гвардії Мічигану (MI ANG)             | 127-ме крило                                                          | Бойове командування/ Транспортне командування/ Командування спеціальних операцій | KC-135T, A-10C                  | Селфрідж                                         |
| 30 | Мічиган                         | Повітряні сили Національної гвардії Мічигану (MI ANG)             | Тренувальний центр бойової готовності «Альпена»                       |                                                                                  |                                 | Альпена                                          |
| 31 | Монтана                         | Повітряні сили Національної гвардії Монтани (MT ANG)              | 120-те транспортне крило                                              | Транспортне командування                                                         | C-130H                          | Ґрейт-Фолс                                       |
| 32 | Небраска                        | Повітряні сили Національної гвардії Небраски (NE ANG)             | 155-те крило дозаправлення                                            | Транспортне командування                                                         | KC-135R                         | Лінкольн                                         |
| 32 | Небраска                        | Повітряні сили Національної гвардії Небраски (NE ANG)             | 170-та авіаційна група                                                | Бойове командування                                                              |                                 | Оффут                                            |
| 33 | Невада                          | Повітряні сили Національної гвардії Невади (NV ANG)               | 152-ге транспортне крило                                              | Транспортне командування                                                         | C-130H                          | Рено                                             |
| 34 | Нью-Гемпшир                     | Повітряні сили Національної гвардії Нью-Гемпширу (NH ANG)         | 157-ме крило дозаправлення                                            | Транспортне командування                                                         | KC-135                          | Пиз                                              |
| 35 | Нью-Джерсі                      | Повітряні сили Національної гвардії Нью-Джерсі (NJ ANG)           | 108-ме крило дозаправлення                                            | Транспортне командування                                                         | KC-135R                         | Макгвайр                                         |
| 35 | Нью-Джерсі                      | Повітряні сили Національної гвардії Нью-Джерсі (NJ ANG)           | 177-ме винищувальне крило                                             | Бойове командування                                                              | F-16C/D                         | Атлантик-Сіті                                    |
| 36 | Нью-Йорк                        | Повітряні сили Національної гвардії Нью-Йорку (NY ANG)            | 105-те транспортне крило                                              | Транспортне командування                                                         | C-17A                           | Стюарт                                           |
| 36 | Нью-Йорк                        | Повітряні сили Національної гвардії Нью-Йорку (NY ANG)            | 106-те рятувальне крило                                               | Командування спеціальних операцій                                                | HC-130N/P, HH-60G               | Франціса Габрескі                                |
| 36 | Нью-Йорк                        | Повітряні сили Національної гвардії Нью-Йорку (NY ANG)            | 107-ме транспортне крило                                              | Транспортне командування                                                         | C-130H                          | Ніагара-Фоллс                                    |
| 36 | Нью-Йорк                        | Повітряні сили Національної гвардії Нью-Йорку (NY ANG)            | 109-те транспортне крило                                              | Транспортне командування                                                         | LC-130H                         | Страттон                                         |
| 36 | Нью-Йорк                        | Повітряні сили Національної гвардії Нью-Йорку (NY ANG)            | 174-те ударне крило                                                   | Бойове командування                                                              | MQ-9 Reaper                     | Генкок Філд                                      |
| 36 | Нью-Йорк                        | Повітряні сили Національної гвардії Нью-Йорку (NY ANG)            | Східний сектор ППО                                                    | Командування повітряно-космічної оборони Північної Америки                       | F-16C/D, F-15C/D                | Гріффісс                                         |
| 37 | Нью-Мексико                     | Повітряні сили Національної гвардії Нью-Мексико (NM ANG)          | 150-те крило спеціальних операцій                                     | Командування спеціальних операцій/ Командування освіти та тренувань              | C-26                            | Кіртленд                                         |
| 38 | Огайо                           | Повітряні сили Національної гвардії Огайо (OH ANG)                | 121-ше крило дозаправлення                                            | Транспортне командування                                                         | KC-135R                         | Рікенбейкер                                      |
| 38 | Огайо                           | Повітряні сили Національної гвардії Огайо (OH ANG)                | 178-ме крило                                                          | Бойове командування                                                              | MQ-1 Predator                   | Спрінгфілд                                       |
| 38 | Огайо                           | Повітряні сили Національної гвардії Огайо (OH ANG)                | 179-те транспортне крило                                              | Транспортне командування                                                         | C-130H                          | Мансфілд-Ламс                                    |
| 38 | Огайо                           | Повітряні сили Національної гвардії Огайо (OH ANG)                | 180-те винищувальне крило                                             | Бойове командування                                                              | F-16CG/DG                       | Толедо                                           |
| 38 | Огайо                           | Повітряні сили Національної гвардії Огайо (OH ANG)                | Тренувальний центр «Кемп-Перрі»                                       |                                                                                  |                                 | Порт-Клінтон                                     |
| 39 | Оклахома                        | Повітряні сили Національної гвардії Оклахоми (OK ANG)             | 137-ме крило спеціальних операцій                                     | Командування спеціальних операцій                                                | C-12                            | Тінкер                                           |
| 39 | Оклахома                        | Повітряні сили Національної гвардії Оклахоми (OK ANG)             | 138-ме винищувальне крило                                             | Бойове командування                                                              | F-16CG/DG                       | Тулса                                            |
| 40 | Орегон                          | Повітряні сили Національної гвардії Орегону (OR ANG)              | 142-ге винищувальне крило                                             | Західний сектор ППО                                                              | F-15C/D                         | Портленд                                         |
| 40 | Орегон                          | Повітряні сили Національної гвардії Орегону (OR ANG)              | 173-тє винищувальне крило                                             | Командування освіти та тренувань                                                 | F-15C/D                         | Кінгслі                                          |
| 41 | Пенсільванія                    | Повітряні сили Національної гвардії Пенсильванії (PA ANG)         | 111-те ударне крило                                                   | Бойове командування                                                              | MQ-9 Reaper, MQ-1 Predator      | Горшам                                           |
| 41 | Пенсільванія                    | Повітряні сили Національної гвардії Пенсильванії (PA ANG)         | 171-ше крило дозаправлення                                            | Транспортне командування                                                         | KC-135T                         | Піттсбург                                        |
| 41 | Пенсільванія                    | Повітряні сили Національної гвардії Пенсильванії (PA ANG)         | 193-тє крило спеціальних операцій                                     | Командування спеціальних операцій                                                | EC-130J Commando Solo           | Гаррісберг                                       |
| 42 | Південна Дакота                 | Повітряні сили Національної гвардії Південної Дакоти (SD ANG)     | 114-те винищувальне крило                                             | Бойове командування                                                              | F-16C/D                         | Джої Фосс Філд, Су-Фолс                          |
| 43 | Південна Кароліна               | Повітряні сили Національної гвардії Південної Кароліни (SC ANG)   | 169-те винищувальне крило                                             | Бойове командування                                                              | F-16C/D, WC-130H                | Макентайр                                        |
| 44 | Північна Дакота                 | Повітряні сили Національної гвардії Північної Дакоти (ND ANG)     | 119-те крило                                                          | Бойове командування                                                              | MQ-1B Predator, C-21A           | Фарго                                            |
| 45 | Північна Кароліна               | Повітряні сили Національної гвардії Північної Кароліни (NC ANG)   | 145-те транспортне крило                                              | Транспортне командування                                                         | C-130H                          | Шарлотт                                          |
| 46 | Род-Айленд                      | Повітряні сили Національної гвардії Род-Айленда (RI ANG)          | 143-тє транспортне крило                                              | Транспортне командування                                                         | C-130J                          | Куонсет-Пойнт                                    |
| 47 | Теннессі                        | Повітряні сили Національної гвардії Теннессі (TN ANG)             | 118-те крило                                                          | Бойове командування                                                              | MQ-9 Reaper                     | Беррі-Філд                                       |
| 47 | Теннессі                        | Повітряні сили Національної гвардії Теннессі (TN ANG)             | 134-те крило дозаправлення                                            | Транспортне командування                                                         | KC-135R                         | Макгі-Тайсон                                     |
| 47 | Теннессі                        | Повітряні сили Національної гвардії Теннессі (TN ANG)             | 164-те транспортне крило                                              | Транспортне командування                                                         | C-17                            | Мемфіс                                           |
| 48 | Техас                           | Повітряні сили Національної гвардії Техасу (TX ANG)               | 136-те транспортне крило                                              | Транспортне командування                                                         | C-130H                          | Форт-Ворт                                        |
| 48 | Техас                           | Повітряні сили Національної гвардії Техасу (TX ANG)               | 147-ме розвідувальне крило                                            | Бойове командування                                                              | MQ-1B Predator                  | Еллінгтон-Філд                                   |
| 48 | Техас                           | Повітряні сили Національної гвардії Техасу (TX ANG)               | 149-те винищувальне крило                                             | Бойове командування                                                              | F-16C/D                         | Келлі-Філд Аннекс                                |
| 48 | Техас                           | Повітряні сили Національної гвардії Техасу (TX ANG)               | 254-та авіаційна група бойового управління                            |                                                                                  |                                 | Гранд-Прері                                      |
| 49 | Флорида                         | Повітряні сили Національної гвардії Флориди (FL ANG)              | 125-те винищувальне крило                                             | Бойове командування                                                              | F-15C/D Eagle, C-26A            | Джексонвілл                                      |
| 49 | Флорида                         | Повітряні сили Національної гвардії Флориди (FL ANG)              | 325-те винищувальне крило                                             | Бойове командування                                                              | F-22 Raptor                     | Тиндалл                                          |
| 49 | Флорида                         | Повітряні сили Національної гвардії Флориди (FL ANG)              | Об'єднаний тренувальний центр авіації «Бландінг»                      |                                                                                  |                                 | Бландінг                                         |
| 50 | Юта                             | Повітряні сили Національної гвардії Юти (UT ANG)                  | 151-ше крило дозаправлення                                            | Транспортне командування                                                         | KC-135R                         | Солт-Лейк-Сіті                                   |
| 51 | Колумбія (федеральний округ)    | Повітряні сили Національної гвардії округу Колумбія (DC ANG)      | 113-те крило                                                          | Бойове командування                                                              | F-16C/D, C-40C, C-38A           | Ендрюс, Меріленд                                 |
| 52 | Гуам                            | Повітряні сили Національної гвардії Гуама (GU ANG)                | 254-та група авіаційного базування                                    |                                                                                  |                                 | Андерсен                                         |
| 53 | Пуерто-Рико                     | Повітряні сили Національної гвардії Пуерто-Рико (PR ANG)          | 156-те транспортне крило                                              | Транспортне командування                                                         | C-130H                          | Муньйос                                          |
| 54 | Американські Віргінські Острови | Повітряні сили Національної гвардії Віргінських островів (VI ANG) | 285-й ескадрон будівельних інженерів                                  | Резервне командування                                                            |                                 | Санта-Крус                                       |